# V424 Большой Медведицы
V424 Большой Медведицы (лат. V424 Ursae Majoris) — двойная затменная переменная звезда типа W Большой Медведицы (EW) в созвездии Большой Медведицы на расстоянии приблизительно 2557 световых лет (около 784 парсеков) от Солнца. Видимая звёздная величина звезды — от +15,1m до +14,78m. Орбитальный период — около 0,2735 суток (6,5642 часов).